# Stephen Craig
Stephen Craig (* 1960 in Larne, Nordirland) ist ein irischer Künstler.

## Leben
Craig studierte ab 1981 am College of Arts der Universität Sydney und ab 1985 an der Hochschule für bildende Künste Hamburg, wo er ab 1986 als Assistent von Olaf Metzel arbeitete. Von 1990 bis 1992 absolvierte er ein Masterstudium an der Rijksakademie van beeldende kunsten in Amsterdam.
Seit 2001 ist er Professor für Visual Arts am Karlsruher Institut für Technologie (KIT), wo er auch die Professur Bildende Kunst der Fakultät für Architektur leitet.

## Auszeichnungen
Craig erhielt Stipendien von der Rijksakademie van beeldende kunsten (1990) und das Hamburger Arbeitsstipendium für Bildende Kunst (1993). 1999 erhielt er den Overbeck-Preis für Bildende Kunst. Darüber hinaus wurde er 2006 unter anderem mit dem Sonderpreis des Deutschen Städtebaupreis und 2008 mit dem European Urban and Regional Planning Award ausgezeichnet.

## Ausstellungskataloge (Auswahl)
- Heike Breitenfeld, Stephen Craig, Hilke Czeloth: 14. Hamburger Arbeitsstipendium für bildende Kunst 1994: Ausstellung: Kampnagel K3 21. April – 13. Mai 1995. Kulturbehörde, Hamburg 1995.
- Stephen Craig, Heinz Liesbrock: Stephen Craig – The four views, two cities and the phantasy apparatus: Projekte 1984 bis 1998; [anläßlich der Ausstellung: Stephen Craig The Four Views im Westfälischen Kunstverein Münster 22. August bis 7. Oktober 1998 … Württembergischer Kunstverein Stuttgart 27. Februar bis 11. April 1999]. Oktagon, Köln 1999, ISBN 3-89611-056-X, S. 119 (deutsch, englisch, französisch).
- Stephen Craig: Stephen Craig - 11: [this book accompanies the Exhibition of Stephen Craig - 1:1 Museum Haus Lange Krefeld 8. September – 3. November 2002]. Limited ed. Kerber, Bielefeld 2002, S. 159 (deutsch, englisch).